# Aloyzas Vitkauskas
Aloyzas Vitkauskas (* 29. Juni 1954 in Kaišiadorys) ist ein litauischer Politiker (Vizeminister).

## Leben
1977 absolvierte er das Diplomstudium des Zivilingenieurwesens und promovierte 1982 am Vilniaus inžinerinis statybos institutas. Von 1977 bis 1994 lehrte er an der Vilniaus technikos universitetas. Von 1994 bis 1996 war er Generaldirektor bei „LITDANIA“ und von 2003 bis 2006 bei Centrinė projektų valdymo agentūra. Seit 2009 ist er stellvertretender Finanzminister Litauens, seit 2012 Stellvertreter von Rimantas Šadžius im Kabinett Butkevičius.

## Quelle
- Leben

| Personendaten    | Personendaten         |
| ---------------- | --------------------- |
| NAME             | Vitkauskas, Aloyzas   |
| KURZBESCHREIBUNG | litauischer Politiker |
| GEBURTSDATUM     | 29. Juni 1954         |
| GEBURTSORT       | Kaišiadorys           |